# Chenou
Chenou est une commune française située dans le département de Seine-et-Marne en région Île-de-France.
Au dernier recensement de 2022, la commune comptait 295 habitants.

## Géographie

### Localisation
La commune de Chenou se trouve dans le département de Seine-et-Marne, en région Île-de-France.

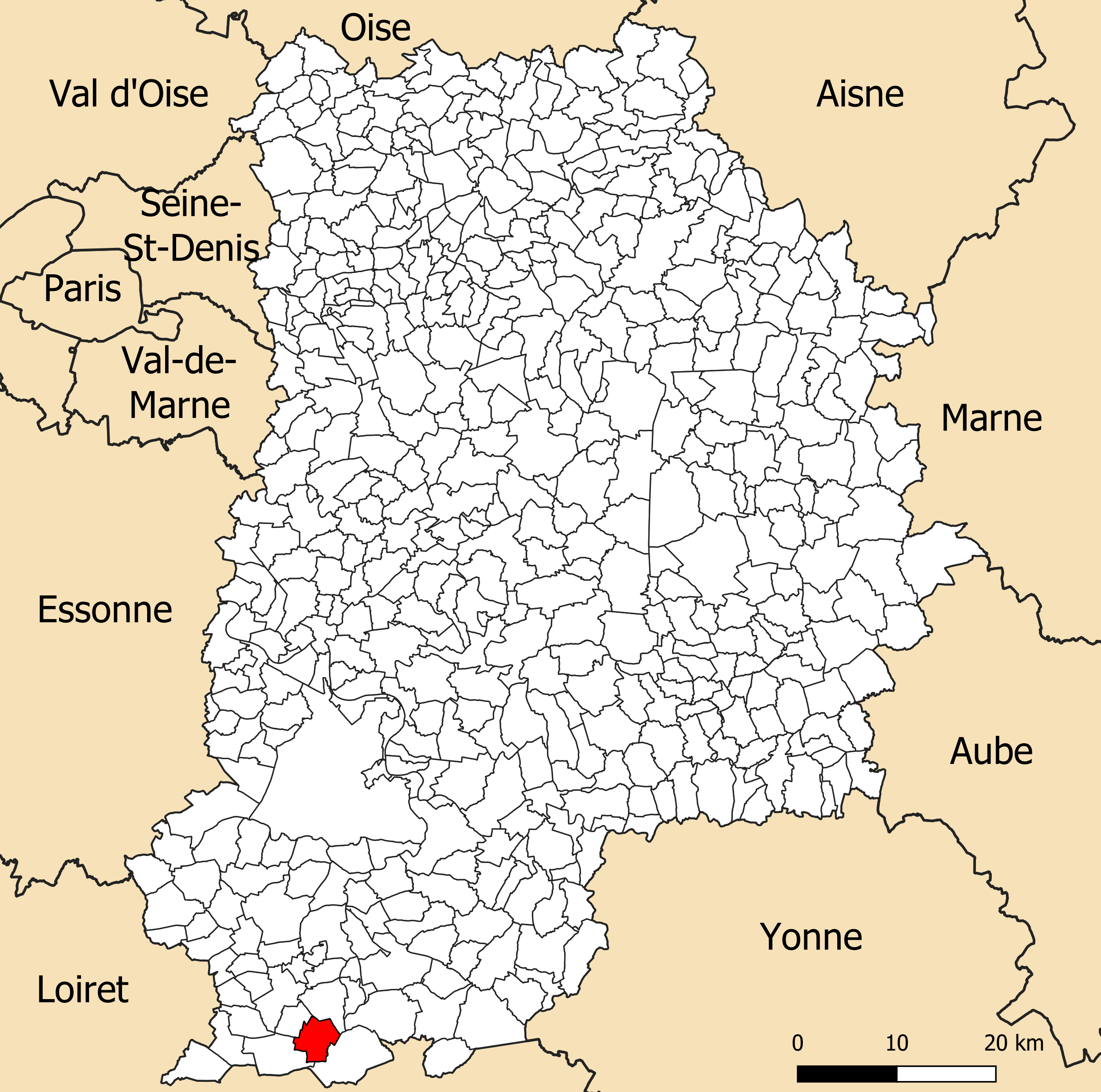
Localisation de Chenou dans le département de Seine-et-Marne.

Elle se situe à 46,49 km par la route de Melun, préfecture du département, à 29,99 km de Fontainebleau, sous-préfecture et à 13,71 km de Nemours, bureau centralisateur du canton de Nemours dont dépend la commune depuis 2015. La commune fait en outre partie du bassin de vie de Souppes-sur-Loing.

### Communes limitrophes

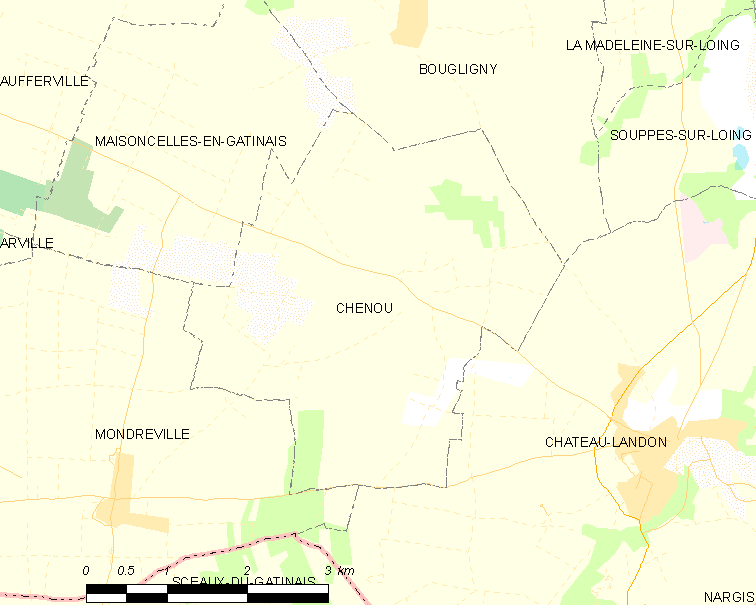
Carte des communes limitrophes de Chenou.

Les communes les plus proches sont : 
Bougligny (3,3 km), Maisoncelles-en-Gâtinais (3,4 km), Château-Landon (3,6 km), Mondreville (4,4 km), La Madeleine-sur-Loing (5,4 km), Souppes-sur-Loing (6,0 km), Aufferville (6,6 km), Préfontaines (6,8 km).
| Maisoncelles-en-Gâtinais | Bougligny |                |
|                          | Chenou    |                |
| Mondreville              |           | Château-Landon |

### Géologie et relief
Le territoire de la commune se situe dans le sud du Bassin parisien, plus précisément au nord de la région naturelle du Gâtinais. L'altitude de la commune varie de 93 mètres à 118 mètres pour le point le plus haut, le centre du bourg se situant à environ 102 mètres d'altitude (mairie). Elle est classée en zone de sismicité 1, correspondant à une sismicité très faible.
Géologiquement intégré au bassin parisien, qui est une région géologique sédimentaire, l'ensemble des terrains affleurants de la commune sont issus de l'ère géologique Cénozoïque (des périodes géologiques s'étageant du Paléogène au Quaternaire),.

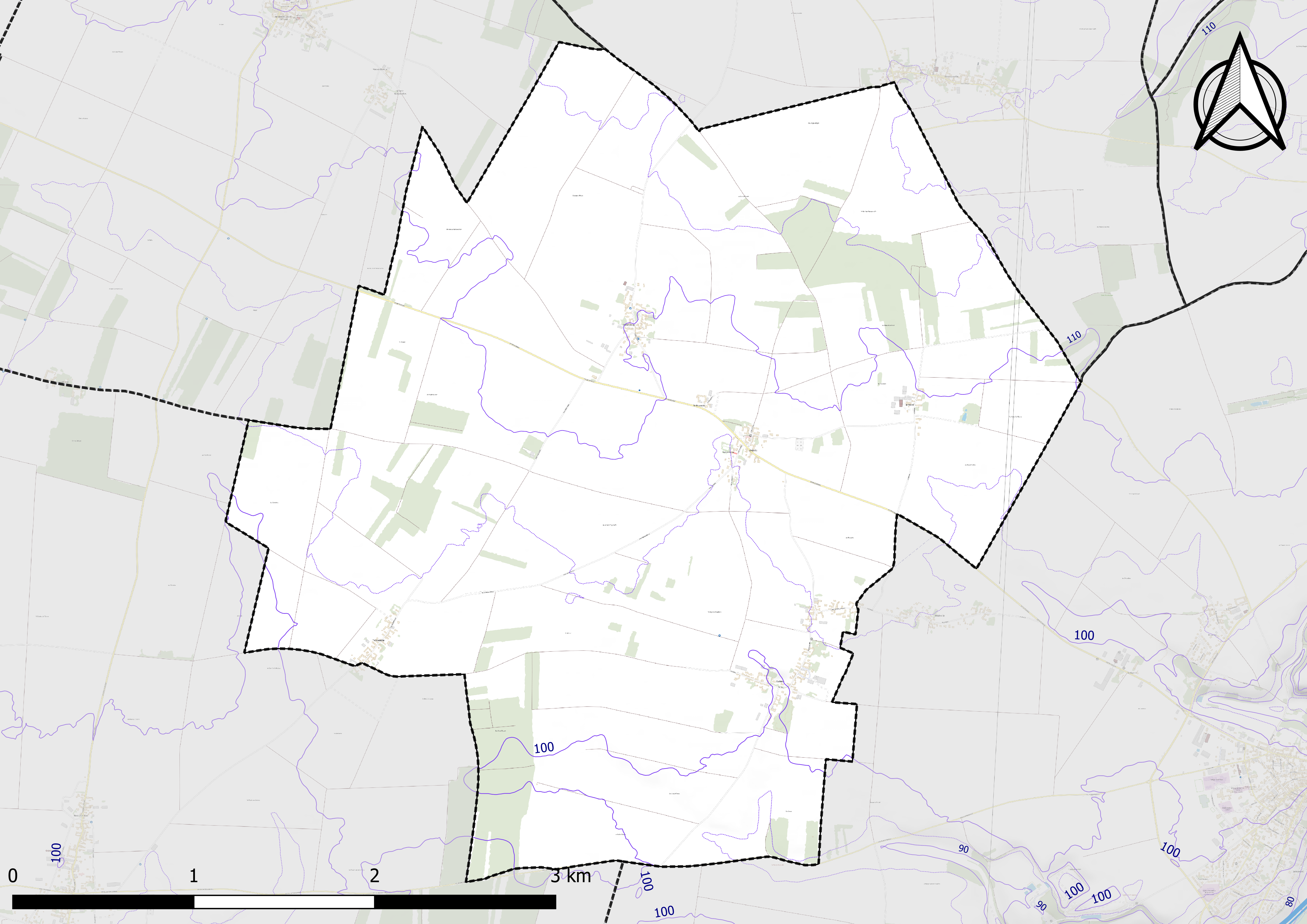
Carte du relief de Chenou.
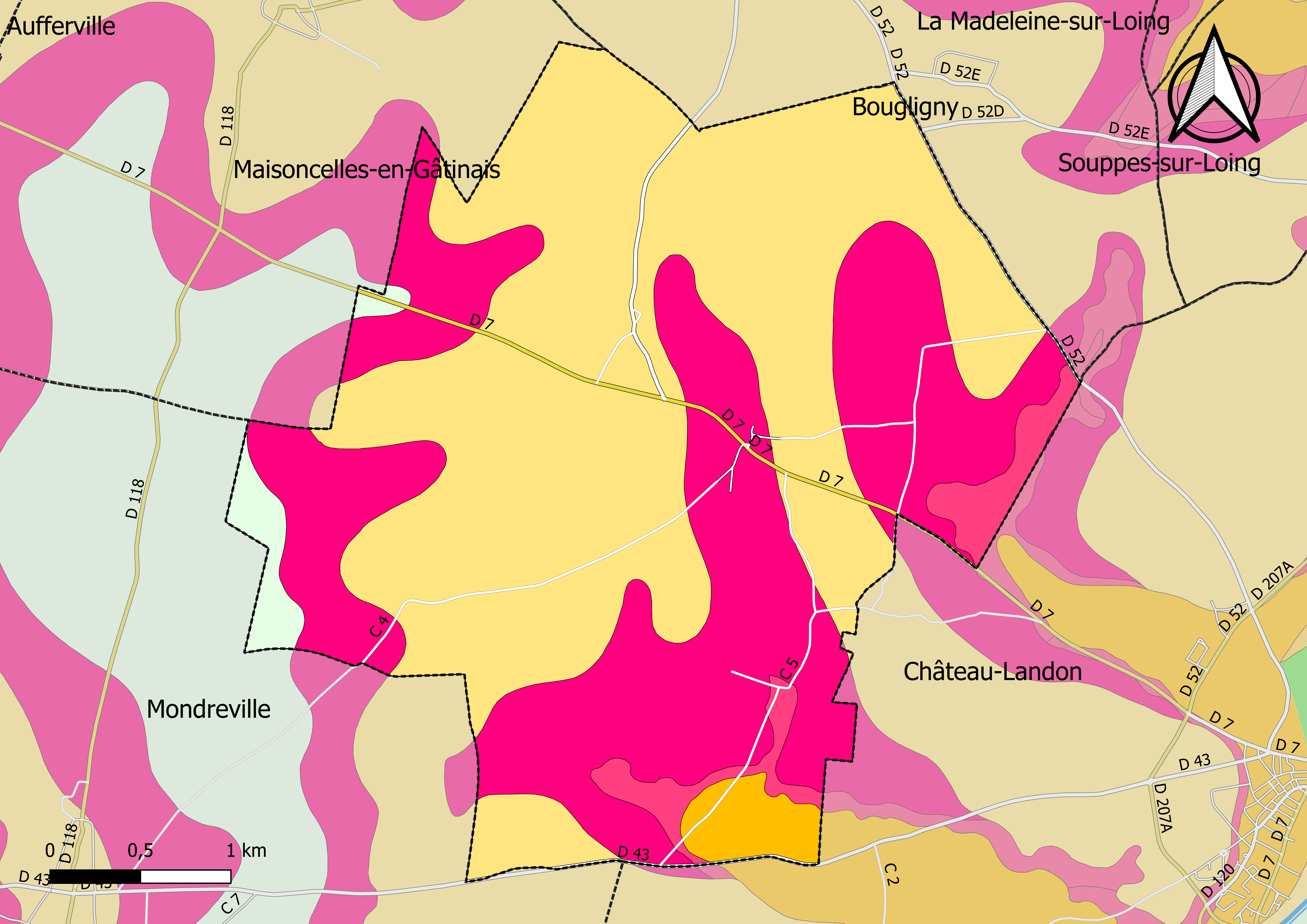
Carte géologique vectorisée et harmonisée de Chenou.

|  | LP : | Limon des plateaux de composition argilo-marneuse.                |
|  | Fz : | Alluvions récentes : limons, argiles, sables, tourbes localement. |

|  | g1CE : | Calcaire d'Étampes, meulières, marnes, calcaires du Gâtinais.                                        |
|  | g1GF : | Grès de Fontainebleau en place ou remaniés (grésification quaternaire de sables Stampiens dunaires). |
|  | g1SF : | Sables de Fontainebleau, accessoirement grès en place ou peu remanié (versant).                      |

|  | e7C : | Calcaire de Champigny, Calcaire de Château-Landon, marnes de Nemours. |

La commune est classée en zone de sismicité 1, correspondant à une sismicité très faible.

### Hydrographie
Il n'existe aucun réseau hydrographique de surface.

### Climat
Pour des articles plus généraux, voir Climat de l'Île-de-France et Climat de Seine-et-Marne.
En 2010, le climat de la commune est de type climat océanique dégradé des plaines du Centre et du Nord, selon une étude du CNRS s'appuyant sur une série de données couvrant la période 1971-2000. En 2020, Météo-France publie une typologie des climats de la France métropolitaine dans laquelle la commune est exposée à un climat océanique altéré et est dans la région climatique Nord-est du bassin Parisien, caractérisée par un ensoleillement médiocre, une pluviométrie moyenne régulièrement répartie au cours de l’année et un hiver froid (3 °C).
Pour la période 1971-2000, la température annuelle moyenne est de 10,9 °C, avec une amplitude thermique annuelle de 15,6 °C. Le cumul annuel moyen de précipitations est de 675 mm, avec 10,9 jours de précipitations en janvier et 7,6 jours en juillet. Pour la période 1991-2020, la température moyenne annuelle observée sur la station météorologique la plus proche, située sur la commune de Saint-Pierre-lès-Nemours à 11 km à vol d'oiseau, est de 11,4 °C et le cumul annuel moyen de précipitations est de 697,6 mm,. Pour l'avenir, les paramètres climatiques de la commune estimés pour 2050 selon différents scénarios d'émission de gaz à effet de serre sont consultables sur un site dédié publié par Météo-France en novembre 2022.

### Milieux naturels et biodiversité
Aucun espace naturel présentant un intérêt patrimonial n'est recensé sur la commune dans l'inventaire national du patrimoine naturel,,.

## Urbanisme

### Typologie
Au 1er janvier 2024, Chenou est catégorisée commune rurale à habitat dispersé, selon la nouvelle grille communale de densité à sept niveaux définie par l'Insee en 2022.
Elle est située hors unité urbaine. Par ailleurs la commune fait partie de l'aire d'attraction de Paris, dont elle est une commune de la couronne,. Cette aire regroupe 1 929 communes,.

### Occupation des sols
L'occupation des sols de la commune, telle qu'elle ressort de la base de données européenne d’occupation biophysique des sols Corine Land Cover (CLC), est marquée par l'importance des territoires agricoles (95,1 % en 2018), une proportion identique à celle de 1990 (95,1 %). La répartition détaillée en 2018 est la suivante : 
terres arables (88,06 %), zones agricoles hétérogènes (7,07 %), forêts (4,87 %).
| Type d’occupation | 1990        | 1990    | 2018        | 2018    | Bilan |
| --- | ----------- | ------- | ----------- | ------- | ----- |
| Territoires artificialisés (zones urbanisées, zones industrielles ou commerciales et réseaux de communication, mines, décharges et chantiers, espaces verts artificialisés ou non agricoles) | 0,00 ha     | 0,00 %  | 0,00 ha     | 0,00 %  | 0 ha  |
| Territoires agricoles (terres arables, cultures permanentes, prairies, zones agricoles hétérogènes)                                                                                          | 1 306,20 ha | 95,13 % | 1 306,20 ha | 95,13 % | 0 ha  |
| Forêts et milieux semi-naturels (forêts, milieux à végétation arbustive et/ou herbacée, espaces ouverts sans ou avec peu de végétation)                                                      | 66,91 ha    | 4,87 %  | 66,91 ha    | 4,87 %  | 0 ha  |

Parallèlement, L'Institut Paris Région, agence d'urbanisme de la région Île-de-France, a mis en place un inventaire numérique de l'occupation du sol de l'Île-de-France, dénommé le MOS (Mode d'occupation du sol), actualisé régulièrement depuis sa première édition en 1982. Réalisé à partir de photos aériennes, le Mos distingue les espaces naturels, agricoles et forestiers mais aussi les espaces urbains (habitat, infrastructures, équipements, activités économiques, etc.) selon une classification pouvant aller jusqu'à 81 postes, différente de celle de Corine Land Cover,,. L'Institut met également à disposition des outils permettant de visualiser par photo aérienne l'évolution de l'occupation des sols de la commune entre 1949 et 2018.

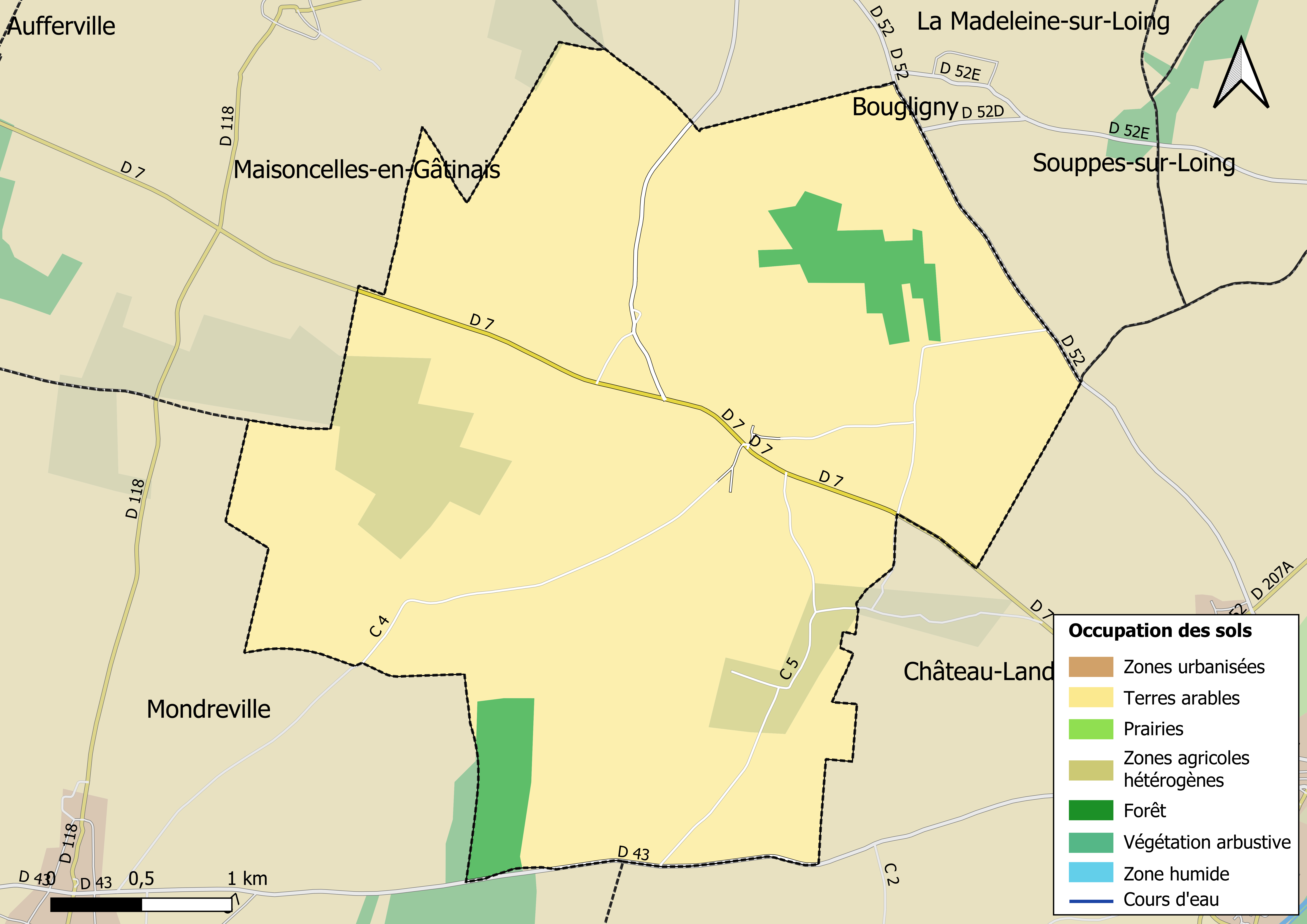
Carte des infrastructures et de l'occupation des sols en 2018 (CLC) de la commune.
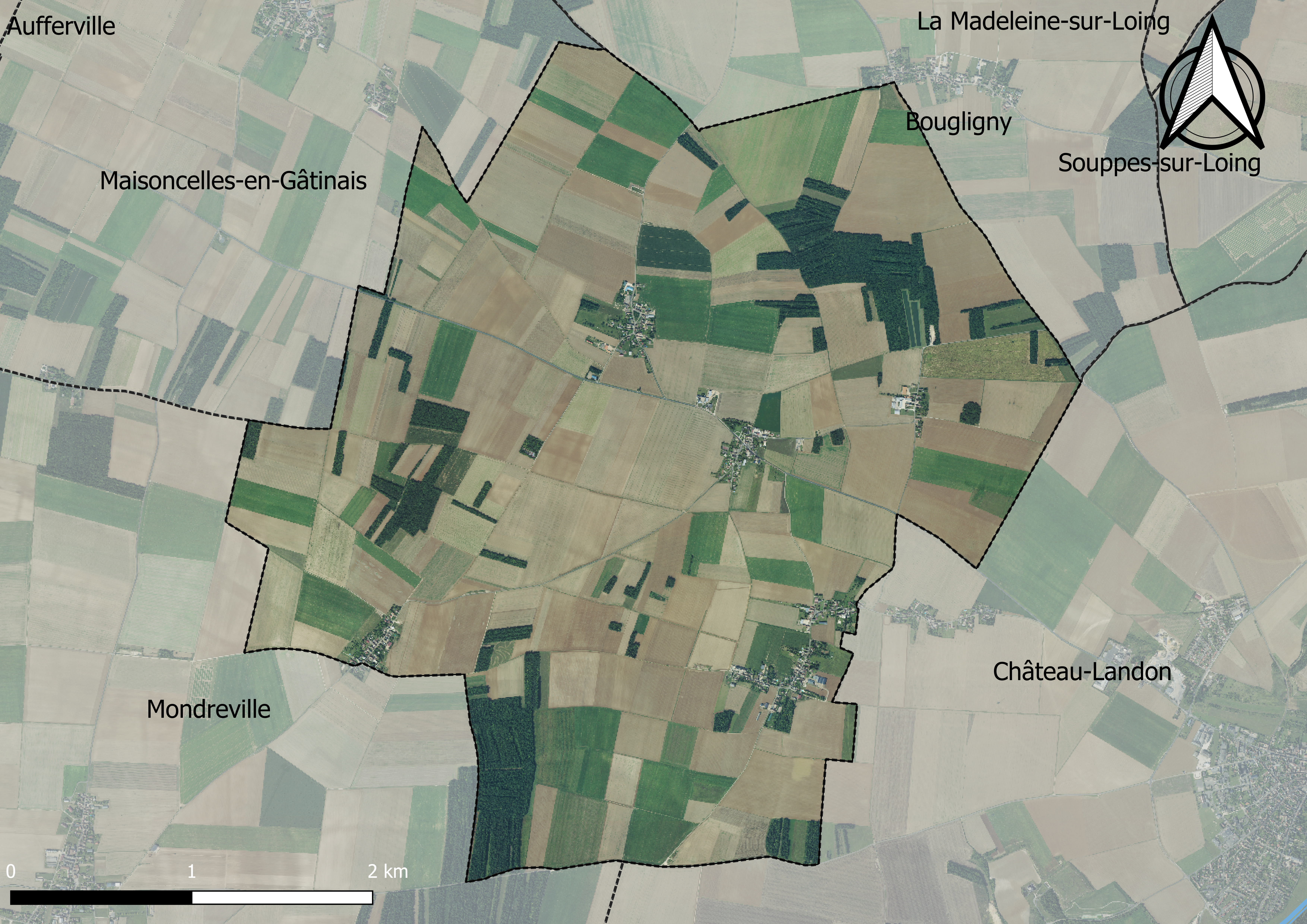
Carte orhophotogrammétrique de la commune.

### Planification
La loi SRU du 13 décembre 2000 a incité les communes à se regrouper au sein d’un établissement public, pour déterminer les partis d’aménagement de l’espace au sein d’un SCoT, un document d’orientation stratégique des politiques publiques à une grande échelle et à un horizon de 20 ans et s'imposant aux documents d'urbanisme locaux, les PLU (Plan local d'urbanisme). La commune est dans le territoire du SCOT Nemours Gâtinais, approuvé le 5 juin 2015 et porté par le syndicat mixte d’études et de programmation (SMEP) Nemours-Gâtinais.
La commune, en 2019, avait engagé l'élaboration d'un plan local d'urbanisme.

### Lieux-dits et écarts

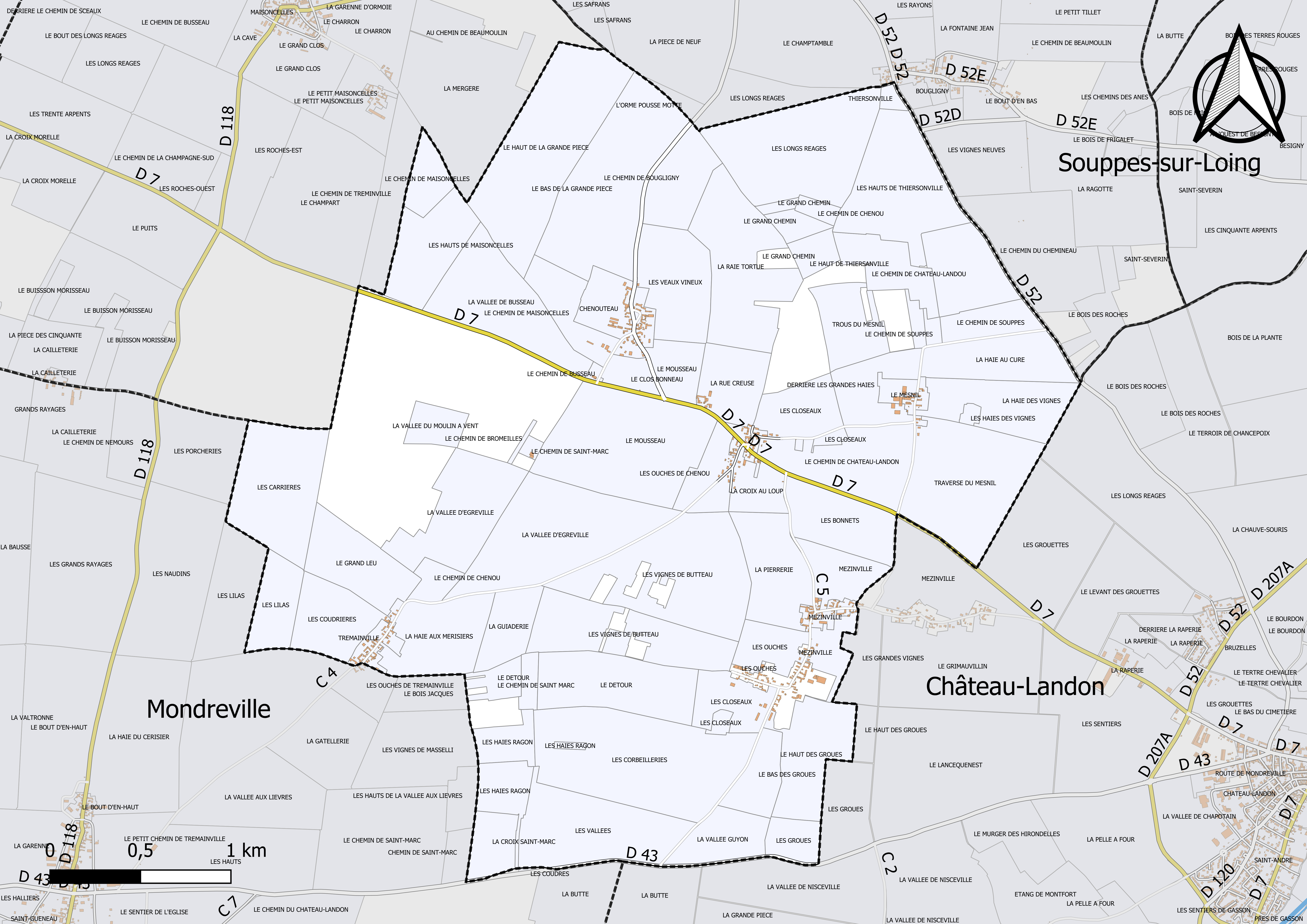
Carte du cadastre de la commune de Chenou.

La commune compte 77 lieux-dits administratifs répertoriés consultables ici dont Trémainville, Chenouteau, le Mesnil, Butteau.

### Logement
En 2017, le nombre total de logements dans la commune était de 159 dont 97,4 % de maisons et 2 % d'appartements.
Parmi ces logements, 80,3 % étaient des résidences principales, 13,1 % des résidences secondaires et 6,6 % des logements vacants.
La part des ménages fiscaux propriétaires de leur résidence principale s'élevait à 91 % contre 9 % de locataires.

### Voies de communication et transports

#### Voies de communication

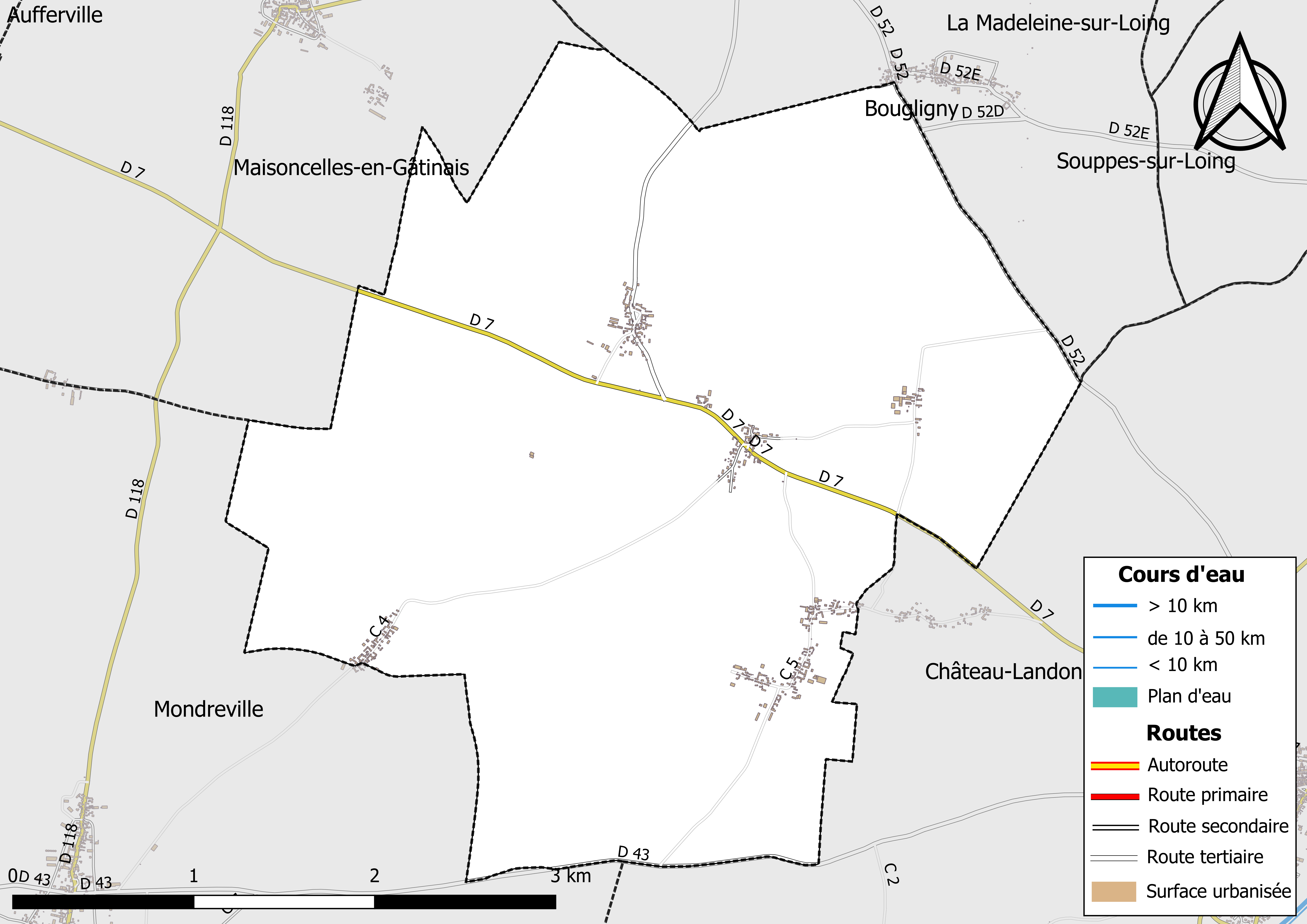
Carte des réseaux hydrographique et routier de Chenou.

Trois routes départementales relient Chenou aux communes voisines :
- la D 7, à Maisoncelles-en-Gâtinais, au nord-ouest ; à Château-Landon, au sud-est ;
- la D 43, à Mondreville, au sud-ouest ; à Château-Landon, au sud-est ;
- la D 52, à Bougligny, au nord ; à Château-Landon, au sud-est.

#### Transports
Chenou est desservie par une ligne du réseau de bus Vallée du Loing - Nemours :  la ligne 12, qui relie Château-Landon à Nemours.

## Toponymie
Le nom de la localité est mentionné sous la forme Chenout en 1234 ; Chenotum en 1237 ; Chenostum en 1259 ; Chenost en 1313 ; Chenouse en 1489 ; Chenoe en 1564.
De « cassanos », chêne.

## Politique et administration

### Liste des maires
| Période                                  | Période  | Identité             | Étiquette | Qualité      |
| ---------------------------------------- | -------- | -------------------- | --------- | ------------ |
| Les données manquantes sont à compléter. |          |                      |           |              |
| 1804                                     | 1808     | Clair Thibault       |           |              |
| 1809                                     | 1831     | Christophe Thoison   |           |              |
|                                          |          |                      |           |              |
| 1834                                     | 1848     | Mathurin Noret       |           | Agriculteur  |
| 1848                                     | 1851     | Vincent Thoison      |           |              |
| 1852                                     | 1870     | Antoine Houy         |           | Agriculteur  |
| 1870                                     | 1871     | Clair Chaussy        |           | Agriculteur  |
| 1871                                     | 1874     | Joseph Guyon         |           | propriétaire |
| 1874                                     | 1876     | André Billard        |           | Agriculteur  |
| 1876                                     | 1882     | Joseph Guyon         |           | Agriculteur  |
| 1882                                     | 1896     | Philippe Guyon       |           | Agriculteur  |
| 1896                                     | 1903     | Christophe Billard   |           | Agriculteur  |
| 1903                                     | 1910     | Louis Houy           |           | Agriculteur  |
| 1910                                     | 1947     | Jules Adrien Chicard |           | Agriculteur  |
| 1947                                     | 1953     | Camille Thoison      |           |              |
| 1953                                     | 1971     | Modeste Thoison      |           |              |
| 1971                                     | 1983     | Guilbert Houy        |           |              |
| mars 1983                                | En cours | Gérard Mousset       |           | Agriculteur  |

## Équipements et services

### Eau et assainissement
L’organisation de la distribution de l’eau potable, de la collecte et du traitement des eaux usées et pluviales relève des communes. La loi NOTRe de 2015 a accru le rôle des EPCI à fiscalité propre en leur transférant cette compétence. Ce transfert devait en principe être effectif au 1er janvier 2020, mais la loi Ferrand-Fesneau du 3 août 2018 a introduit la possibilité d’un report de ce transfert au 1er janvier 2026,.

#### Assainissement des eaux usées
En 2020, la commune de Chenou ne dispose pas d'assainissement collectif,.
L’assainissement non collectif (ANC) désigne les installations individuelles de traitement des eaux domestiques qui ne sont pas desservies par un réseau public de collecte des eaux usées et qui doivent en conséquence traiter elles-mêmes leurs eaux usées avant de les rejeter dans le milieu naturel. La commune assure le service public d'assainissement non collectif (SPANC), qui a pour mission de vérifier la bonne exécution des travaux de réalisation et de réhabilitation, ainsi que le bon fonctionnement et l’entretien des installations,.

#### Eau potable
En 2020, l'alimentation en eau potable est assurée par le SIAEP Chenou - Mondreville qui en a délégué la gestion à la SAUR, dont le contrat expire le 15 juin 2021,,.

## Population et société

### Démographie
Les habitants sont appelés les Chenouards.
L'évolution du nombre d'habitants est connue à travers les recensements de la population effectués dans la commune depuis 1793. Pour les communes de moins de 10 000 habitants, une enquête de recensement portant sur toute la population est réalisée tous les cinq ans, les populations de référence des années intermédiaires étant quant à elles estimées par interpolation ou extrapolation. Pour la commune, le premier recensement exhaustif entrant dans le cadre du nouveau dispositif a été réalisé en 2005.

En 2022, la commune comptait 295 habitants, en évolution de −6,35 % par rapport à 2016 (Seine-et-Marne : +3,92 %, France hors Mayotte : +2,11 %).
| 1793 | 1800 | 1806 | 1821 | 1831 | 1836 | 1841 | 1846 | 1851 |
| ---- | ---- | ---- | ---- | ---- | ---- | ---- | ---- | ---- |
| 406  | 419  | 386  | 347  | 397  | 422  | 459  | 444  | 475  |

| 1856 | 1861 | 1866 | 1872 | 1876 | 1881 | 1886 | 1891 | 1896 |
| ---- | ---- | ---- | ---- | ---- | ---- | ---- | ---- | ---- |
| 455  | 460  | 444  | 421  | 418  | 437  | 416  | 416  | 398  |

| 1901 | 1906 | 1911 | 1921 | 1926 | 1931 | 1936 | 1946 | 1954 |
| ---- | ---- | ---- | ---- | ---- | ---- | ---- | ---- | ---- |
| 375  | 356  | 356  | 333  | 306  | 310  | 302  | 281  | 281  |

| 1962 | 1968 | 1975 | 1982 | 1990 | 1999 | 2005 | 2006 | 2010 |
| ---- | ---- | ---- | ---- | ---- | ---- | ---- | ---- | ---- |
| 289  | 244  | 229  | 253  | 277  | 293  | 291  | 284  | 302  |

| 2015 | 2020 | 2022 | - | - | - | - | - | - |
| ---- | ---- | ---- | - | - | - | - | - | - |
| 309  | 305  | 295  | - | - | - | - | - | - |

## Économie

### Revenus de la population et fiscalité
En 2018, le nombre de ménages fiscaux de la commune était de 131, représentant 320 personnes et la  médiane du revenu disponible par unité de consommation  de 24 790 euros.

### Emploi
En 2018, le nombre total d’emplois dans la zone était de 48, occupant 128 actifs  résidants (dont 27 % dans la commune de résidence et 73 % dans une commune autre que la commune de résidence).
Le taux d'activité de la population (actifs ayant un emploi) âgée de 15 à 64 ans s'élevait à 68,1 % contre un taux de chômage de 8,4 %. 
Les 23,5 % d’inactifs se répartissent de la façon suivante : 7,8 % d’étudiants et stagiaires non rémunérés, 9 % de retraités ou préretraités et 6,6 % pour les autres inactifs.

### Secteurs d'activité

#### Entreprises et commerces
En 2019, le nombre d’unités légales et d’établissements (activités marchandes hors agriculture) par secteur d'activité était de 18 dont 1 dans l’industrie manufacturière, industries extractives et autres, 4 dans la construction, 4 dans le commerce de gros et de détail, transports, hébergement et restauration, 5 dans les activités spécialisées, scientifiques et techniques et activités de services administratifs et de soutien, 1 dans l’administration publique, enseignement, santé humaine et action sociale et 3  étaient relatifs aux autres activités de services.
En 2020, une entreprise individuelle a été créée sur le territoire de la commune.
Au 1er janvier 2021, la commune ne disposait pas d’hôtel et de terrain de camping.

#### Agriculture
Chenou est dans la petite région agricole dénommée le « Gâtinais », à l'extrême sud-ouest du département, s'étendant sur un large territoire entre la Seine et la Loire sur les départements du Loiret, de Seine-et-Marne, de l'Essonne et de l'Yonne. En 2010, l'orientation technico-économique de l'agriculture sur la commune est diverses cultures (hors céréales et oléoprotéagineux, fleurs et fruits).
Si la productivité agricole de la Seine-et-Marne se situe dans le peloton de tête des départements français, le département enregistre un double phénomène de disparition des terres cultivables (près de 2 000 ha par an dans les années 1980, moins dans les années 2000) et de réduction d'environ 30 % du nombre d'agriculteurs dans les années 2010. Cette tendance se retrouve au niveau de la commune où le nombre d’exploitations est passé de 24 en 1988 à 8 en 2010. Parallèlement, la taille de ces exploitations augmente, passant de 56 ha en 1988 à 154 ha en 2010.
Le tableau ci-dessous présente les principales caractéristiques des exploitations agricoles de Chenou, observées sur une période de 22 ans : 
|                                      | 1988  | 2000  | 2010  |
| ------------------------------------ | ----- | ----- | ----- |
| Dimension économique,                |       |       |       |
| Nombre d’exploitations (u)           | 24    | 14    | 8     |
| Travail (UTA)                        | 41    | 24    | 13    |
| Surface agricole utilisée (ha)       | 1 334 | 1 450 | 1 228 |
| Cultures                             |       |       |       |
| Terres labourables (ha)              | 1 334 | 1 445 | 1 228 |
| Céréales (ha)                        | 958   | 1 030 | 751   |
| dont blé tendre (ha)                 | 571   | 747   | 507   |
| dont maïs-grain et maïs-semence (ha) | 55    | 74    | s     |
| Tournesol (ha)                       | 146   | 59    | 57    |
| Colza et navette (ha)                | 15    | 36    | 41    |
| Élevage                              |       |       |       |
| Cheptel (UGBTA)                      | 339   | 291   | 64    |

## Culture locale et patrimoine

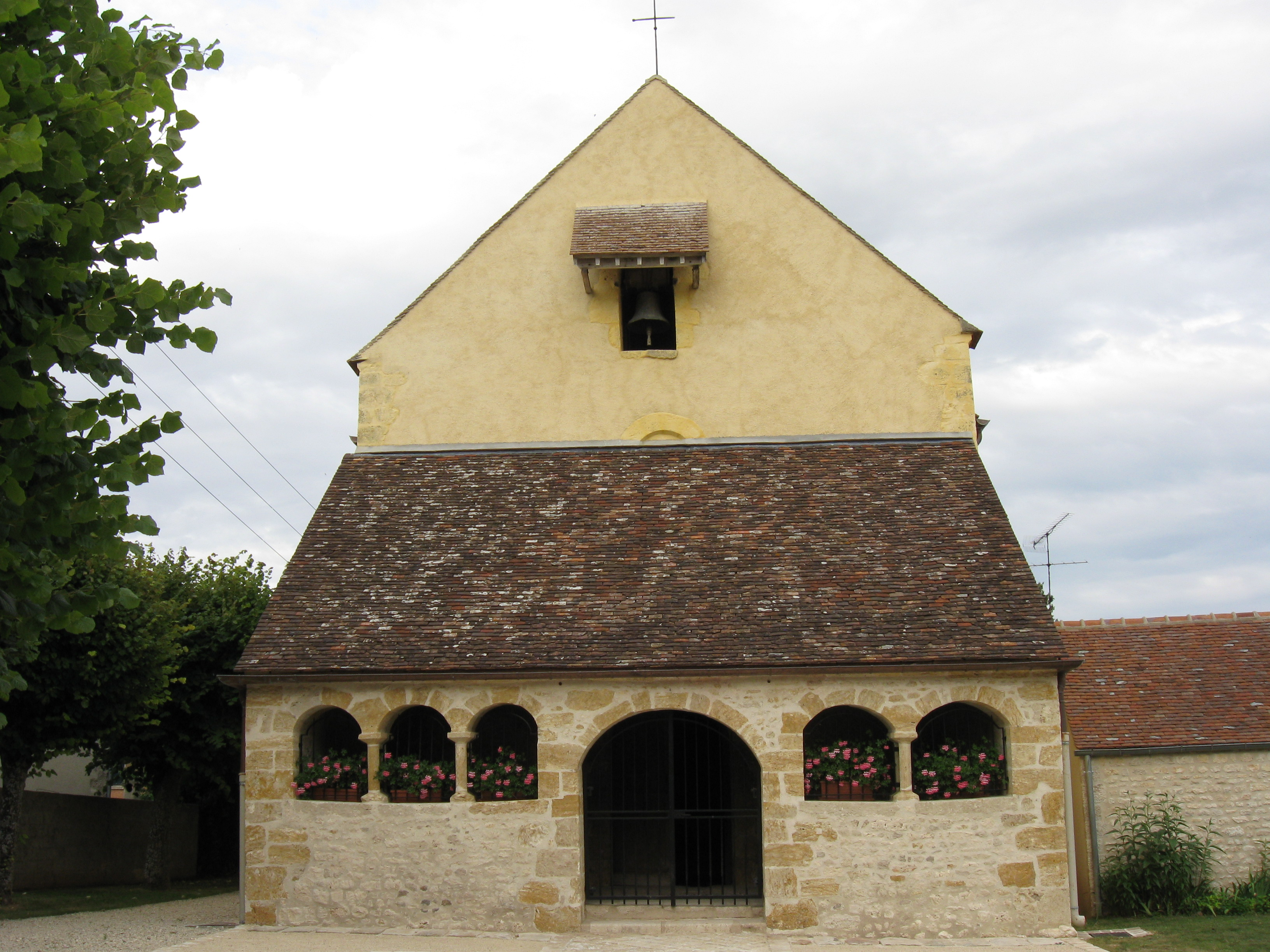
L'église Saint-Sulpice-et-Saint-Antoine.

### Monuments et lieux remarquables
- L'église Saint-Sulpice-et-Saint-Antoine et son porche, XIIe siècle,  Inscrit MH (1926)[59], auquel il convient d’ajouter le patrimoine mobilier classé suivant : 
  - Statue  de la Vierge à l'Enfant (Autel placé au nord-est de la nef)[60] ;
  - Bénitier, anciens fonts baptismaux (à droite en entrant)[61] ;
  - Fonts baptismaux (entrée de la nef côté gauche)[62] ;
  - Dalle funéraire de maître Louis de Guinard (pavage)[63] ;
  - Cloche  en bronze[64] ;
  - Retable du maître-autel et statue  d’un Christ en croix (chœur)[65] ;
  - Statue  d’un Christ en croix (mur sud de la nef)[66].

### Autres lieux et monuments
- Le plateau du Gâtinais.